# Atestado de antecedentes criminais
O atestado de antecedentes criminais é um instrumento com validade legal, emitido por diferentes órgãos ou agentes públicos estaduais e federais e que tem por objetivo atestar a situação jurídico-criminal de uma pessoa. Na prática esse tipo de atestado é utilizado amplamente como um endosso da boa conduta de um indivíduo à luz de seu histórico e é, com frequência, solicitado em processos de admissão a empregos, processos seletivos e solicitações de vistos internacionais. A certidão de antecedentes criminais é um documento que informa se existem registros de crimes em nome de alguém, com informações relacionadas ao nome do requerente e mantidas na base de dados da Polícia Federal. Fornecida para fins civis, a Certidão emitida poderá ser impressa e terá a validade de 90 dias.